# Helga Pilarczyk
Helga Pilarczyk (* 12. März 1925 in Schöningen, Landkreis Helmstedt; † 15. September 2011 in Hamburg) war eine deutsche Opernsängerin (Sopran).

## Leben
Pilarczyk wollte ursprünglich Pianistin werden. Sie nahm Klavierunterricht am Konservatorium Braunschweig und setzte ihre Klavierstudien an der Hamburger Hochschule für Musik fort. Gleichzeitig studierte sie Gesang in Braunschweig und Hamburg, wo ihre Stimme, zunächst als Altistin, ausgebildet wurde. 
1951 gab sie ihr Debüt als Opernsängerin am Staatstheater Braunschweig in der Rolle der Erzieherin Irmentraut in der Spieloper Der Waffenschmied. Von 1951 bis 1954 war sie dort festes Ensemblemitglied. Mit der Spielzeit 1954/55 wechselte Pilarczyk, nun als Dramatischer Sopran, in das Ensemble der Hamburgischen Staatsoper, wo sie bis einschließlich der Spielzeit 1966/67 fest engagiert war. 
Pilarczyk sang in Hamburg fast alle wichtigen Fachpartien und entwickelte sich bald zu einer Spezialistin für die Moderne, insbesondere für die Zwölftonmusik des 20. Jahrhunderts. Zu ihrem Repertoire gehörten unter anderem die Titelrolle in Salome, die Färberin in der Frau ohne Schatten, die Titelrolle in Turandot, die Renata im Feurigen Engel, die Mutter in Der Gefangene und die Iokaste in Oedipus Rex. 
Ihre Glanzrollen, mit denen sie auch international erfolgreich gastierte, waren insbesondere die Marie in Wozzeck und die Titelrolle in Lulu. Die Lulu sang sie 1957 in einer Hamburger Neuinszenierung, an der Seite von Toni Blankenheim als Dr. Schön, mit „klarer, heller, um keine Schwingung getrübter Tonreinheit“, in der mittlerweile legendären Inszenierung von Günther Rennert; sie war „dämonisch, schlank und schillernd schön, im Spiel wechselnd zwischen schlangenhafter Beweglichkeit und seelenloser Starre“. Außerdem gehörten die Monodramen Erwartung und Pierrot Lunaire von Arnold Schönberg zu ihren wichtigen Gesangsstücken. 
Pilarczyk interpretierte im Verlauf ihrer Karriere jedoch gelegentlich auch immer wieder Rollen im Mezzosopran-Fach; so sang sie beispielsweise die Titelpartie in Carmen und die Prinzessin Eboli in Don Carlos. 
Pilarczyk wirkte in mehreren Opern-Uraufführungen mit, unter anderem im Oktober 1955 an der Hamburgischen Staatsoper in Pallas Athene weint von Ernst Krenek, im September 1956 an der Deutschen Oper in Berlin als Mädchen in König Hirsch, 1963 in Hamburg als Noahs Frau in Igor Strawinskys Werk Die Sintflut (The Flood) und im Juni 1964 in Hamburg als Medea in der Oper Der goldene Bock, ebenfalls von Ernst Krenek.
Pilarczyk hatte Gastverträge am Opernhaus Zürich (1955–1958, dort 1955/56 als Marie in Wozzeck, in der Titelrolle in Antigone von Arthur Honegger und als Mutter in Die Heimkehr von Marcel Mihalovici), an der Deutschen Oper Berlin (1956–1960, unter anderem 1960 als Marie in Wozzeck) und seit 1964 auch an der Deutschen Oper am Rhein.
Sie trat an der Covent Garden Opera in London (1958 als Salome), beim Holland Festival (1958 als Frau in Erwartung; 1960 und 1968 als Marie in Wozzeck), beim Maggio Musicale in Florenz (1959 als Komponist in Ariadne auf Naxos und als Frau in Erwartung von Arnold Schönberg), beim Glyndebourne Festival (1960 als Colombina in Arlecchino von Ferruccio Busoni), an der Washington Opera (1960 als Frau in Erwartung), an der Grand Opéra Paris (1963 als Marie in Wozzeck), am Teatro alla Scala in Mailand (1963 Gastspiel der Hamburgischen Staatsoper, Titelrolle in Lulu), bei der Musik-Biennale in Zagreb (Mai 1963, Gastspiel der Hamburgischen Staatsoper, Titelrolle in Lulu), bei den Wiener Festwochen (1965 als Frau in Erwartung) und an der Lyric Opera in Chicago (Spielzeit 1965/1966 als Marie in Wozzeck) auf. Im Februar/März 1965 sang sie an der Metropolitan Opera in New York ebenfalls die Marie in Wozzeck.

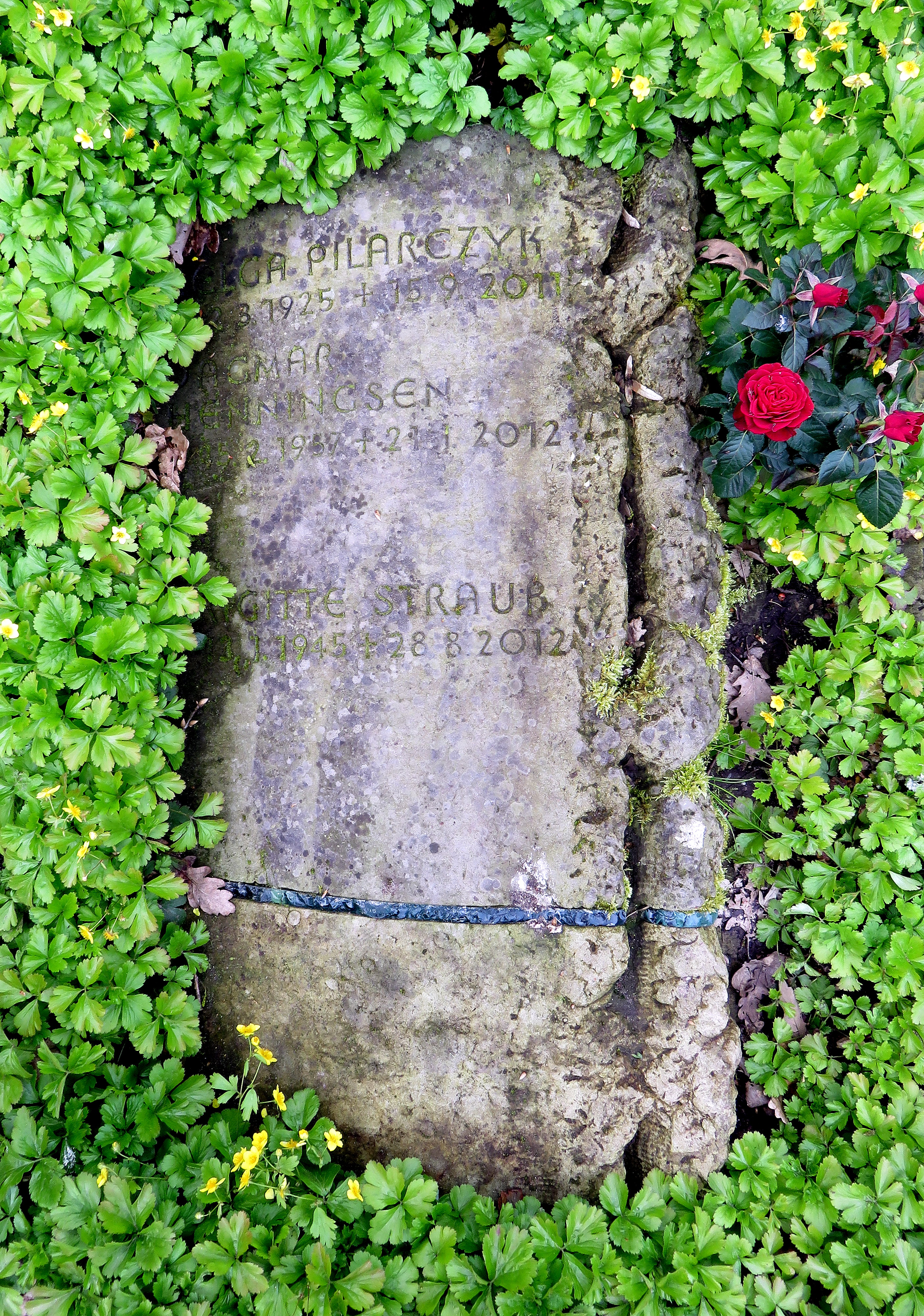
Bodenstein im Garten der Frauen auf dem Friedhof Ohlsdorf

1967 zog sich Pilarczyk aus familiären Gründen weitgehend von der Opernbühne zurück, um sich der Kindererziehung zu widmen. An der Oper Köln übernahm sie im Juli 1969 die Rolle der Kurtisane Metella in der Operette Pariser Leben, in einer Inszenierung von Jean-Louis Barrault. Ab 1975 übte sie einen Lehrauftrag für Gesang am Hamburger Konservatorium aus. Am Theater Bremen interpretierte sie 1982, nach fast 15-jähriger künstlerischer Pause, erneut den Gedichtzyklus Pierrot Lunaire. Im Dezember 1983/Januar 1984 und im April 1985 kehrte sie für einen Schönberg-Abend mit einer szenischen Aufführung des Oratoriums Die Jakobsleiter noch einmal für einige Aufführungen auf die Bühne der Hamburgischen Staatsoper zurück. 1988 war sie in London auch noch in Aufführungen der Jakobsleiter zu hören. 
Für ihre musikalischen Verdienste wurde Pilarczyk zur Hamburger Kammersängerin ernannt. Pilarczyk war seit 1973 Mitglied der Freien Akademie der Künste in Hamburg.
Pilarczyk war Mutter zweier Kinder. Ihre Tochter, Isabella Vértes-Schütter, ist Intendantin des Ernst Deutsch Theaters in Hamburg. Helga Pilarczyk lebte zuletzt im Hamburger Stadtteil Hochkamp. Pilarczyk starb nach kurzer, schwerer Krankheit im Alter von 86 Jahren im Hamburger Hospiz Hamburg Leuchtfeuer. Sie ist im Garten der Frauen auf dem Hamburger Ohlsdorfer Friedhof bestattet.

## Tondokumente
Es liegen nur relativ wenige Original-Studioaufnahmen vor, die Pilarczyks Stimme auf Schallplatten dokumentieren. Beim Europäischen Buch- und Phonoclub wurde in den 1960er Jahren auf Schallplatte ein Querschnitt der Oper Carmen (mit Pilarczyk in der Titelrolle) herausgebracht, bei dem Herbert Ernst Groh (Don José), Ernst Krukowski (Escamillo), Valerie Bak (Micaëla) und Ruth-Margret Pütz (Frasquita) ihre Partner waren. Unter der Leitung von Leonard Bernstein sang Pilarczyk das Sopran-Solo in der Glagolitischen Messe (Glagolská mše) von Leoš Janáček, die ebenfalls in den 1960er Jahren bei CBS veröffentlicht wurde. 1962 wurde bei dem Schallplattenlabel WERGO unter der musikalischen Leitung von Hermann Scherchen Arnold Schönbergs Monodrama Erwartung (mit Pilarczyk als Frau) aufgenommen. Im gleichen Jahr entstand bei Mercury eine Aufnahme der sogenannten Lulu-Suite unter Antal Dorati. Mit Pierre Boulez entstand eine Einspielung des Melodrams Pierrot Lunaire. 
Es existieren jedoch mehrere Live-Mitschnitte von Opernaufführungen und Rundfunkaufnahmen. 1955 sang sie, an der Seite von Helmut Krebs, in einer Rundfunkaufnahme des Norddeutschen Rundfunks die Grete in der Oper Der ferne Klang unter der Leitung von Winfried Zillig. Außerdem existiert ein Live-Mitschnitt des Bayerischen Rundfunks vom März 1956, in dem Pilarczyk, unter der musikalischen Leitung von Hermann Scherchen, die Rolle der Mutter in Luigi Dallapiccolas Einakter Der Gefangene singt. Die Arlecchino-Aufführung von 1960 beim Glyndebourne-Festival mit Pilarczyk in der Rolle der Colombina ist ebenfalls als Live-Mitschnitt erhalten.
Vom Hamburger Archiv für Gesangskunst wurde eine Gesamtaufnahme der Oper Der Mantel, eine Rundfunkproduktion des Westdeutschen Rundfunks von 1961, in deutscher Sprache auf CD veröffentlicht, in der Pilarczyk die Rolle der Giorgette singt.